# Pallavolo Padova 2021-2022
Questa voce raccoglie le informazioni riguardanti la Pallavolo Padova nelle competizioni ufficiali della stagione 2021-2022.

## Stagione
Nella stagione 2021-22 la Pallavolo Padova assume la denominazione sponsorizzata di Kioene Padova.
Partecipa per la diciannovesima volta alla Superlega; chiude la regular season di campionato all'undicesimo posto in classifica.
Grazie all'ottavo posto in classifica al termine del girone di andata della regular season partecipa alla Coppa Italia: viene eliminata nei quarti di finale a seguito della gara persa contro la Sir Safety Perugia.

## Organigramma societario
Area direttiva
- Presidente: Giancarlo Bettio
- Vicepresidente: Igino Negro
- Segreteria generale: Stefania Bottaro
- Segreteria: Samuela Schiavon
- Amministrazione: Marzia Paladin
- Team manager: Sandro Camporese
- General manager: Stefano Santuz
- Addetto agli arbitri: Mario Rengruber
- Responsabile palasport: Stefano Santuz
- Dirigente: Riccardo Berto
- Logistica palasport: Alessandro La Torre

Area tecnica
- Allenatore: Jacopo Cuttini
- Allenatore in seconda: Matteo Trolese
- Assistente allenatore: Luca Beccaro
- Scout man: Alberto Salmaso
- Coordinatore settore giovanile: Monica Mezzalira

Area comunicazione
- Ufficio stampa: Lucrezia Maso, Alberto Sanavia (fino al 1º ottobre 2021)
- Speaker: Stefano Ferrari
- Fotografo: Alessandra Lazzarotto

Area marketing
- Ufficio marketing: Marco Gianesello

Area sanitaria
- Staff medico: Paola Pavan, Davide Tietto
- Fisioterapista: Davide Giulian, Daniele Salvagnini
- Preparatore atletico: Alessio Carraro
- Osteopata: Mirko Pianta

## Rosa
| N° | Nome                 | Ruolo | Data di nascita   | Nazionalità sportiva |
| -- | -------------------- | ----- | ----------------- | -------------------- |
| 1  | Nicolò Bassanello    | L     | 3 aprile 1996     | Italia               |
| 3  | Mattia Gottardo      | L     | 26 febbraio 2001  | Italia               |
| 4  | Eric Loeppky         | S     | 1º agosto 1998    | Canada               |
| 5  | Andrea Schiro        | S     | 10 settembre 2001 | Italia               |
| 6  | Marco Vitelli        | C     | 4 aprile 1996     | Italia               |
| 7  | Francesco Zoppellari | P     | 27 maggio 1997    | Italia               |
| 9  | Tommaso Guzzo        | O     | 30 aprile 2002    | Italia               |
| 10 | Marco Volpato        | C     | 5 maggio 1990     | Italia               |
| 12 | Mattia Bottolo       | S     | 3 gennaio 2000    | Italia               |
| 14 | Ran Takahashi        | S     | 2 settembre 2001  | Giappone             |
| 17 | Jan Zimmermann       | P     | 12 febbraio 1993  | Germania             |
| 18 | Andrea Canella       | C     | 19 gennaio 1998   | Italia               |
| 21 | Linus Weber          | O     | 1º novembre 1999  | Germania             |
| 22 | Federico Crosato     | C     | 22 maggio 2002    | Italia               |
| 25 | Georgi Petrov        | S     | 18 agosto 1999    | Bulgaria             |

## Mercato
| Acquisti | Acquisti             | Acquisti              | Acquisti   |
| R.       | Nome                 | da                    | Modalità   |
| -------- | -------------------- | --------------------- | ---------- |
| L        | Nicolò Bassanello    | Team Club             | definitivo |
| C        | Federico Crosato     | Treviso               | definitivo |
| S        | Eric Loeppky         | Porto Robur Costa     | definitivo |
| S        | Georgi Petrov        | Chaumont              | definitivo |
| S        | Ran Takahashi        | Nippon Taiiku Daigaku | definitivo |
| O        | Linus Weber          | Friedrichshafen       | definitivo |
| P        | Jan Zimmermann       | Sir Safety Perugia    | definitivo |
| P        | Francesco Zoppellari | Rinascita Lagonegro   | definitivo |

| Cessioni | Cessioni            | Cessioni            | Cessioni   |
| R.       | Nome                | a                   | Modalità   |
| -------- | ------------------- | ------------------- | ---------- |
| O        | Nicolò Casaro       | Alessano            | definitivo |
| L        | Santiago Danani     | Charlottenburg      | definitivo |
| P        | Leonardo Ferrato    | Impavida Ortona     | definitivo |
| C        | Francesco Fusaro    | Porto Robur Costa   | definitivo |
| S        | Pietro Merlo        | Team Club           | definitivo |
| S        | Sebastiano Milan    | Rinascita Lagonegro | definitivo |
| S        | Georgi Petrov       | Stade Poitevin      | definitivo |
| P        | Kawika Shoji        | Spor Toto           | definitivo |
| O        | Tonček Štern        | You Energy          | definitivo |
| P        | Alexander Tusch     | Neftohimik          | definitivo |
| O        | Linus Weber         | Al-Rayyan           | definitivo |
| S        | Wojciech Włodarczyk | LKPS                | definitivo |

## Risultati

### Superlega

#### Girone di andata
| 1ª Giornata Andata - 9 ottobre 2021 PalaSanLazzaro, Padova                      | Padova             | 0 - 3 | Lube               | 21-25, 20-25, 19-25               |
| 2ª Giornata Andata - 16 ottobre 2021 Palazzetto dello Sport, Cisterna di Latina | Top Volley Latina  | 1 - 3 | Padova             | 22-25, 22-25, 25-19, 22-25        |
| 3ª Giornata Andata - 31 ottobre 2021 PalaSanLazzaro, Padova                     | Padova             | 3 - 2 | Porto Robur Costa  | 25-14, 23-25, 25-18, 21-25, 15-8  |
| 4ª Giornata Andata - 3 novembre 2021 PalaTrento, Trento                         | Trentino           | 2 - 3 | Padova             | 25-17, 28-30, 24-26, 25-16, 17-19 |
| 6ª Giornata Andata - 13 novembre 2021 PalaMazzola, Taranto                      | Prisma Taranto     | 3 - 0 | Padova             | 25-22, 25-21, 25-20               |
| 7ª Giornata Andata - 21 novembre 2021 PalaSanLazzaro, Padova                    | Padova             | 3 - 2 | You Energy         | 20-25, 21-25, 25-22, 25-23, 15-8  |
| 8ª Giornata Andata - 24 novembre 2021 Palazzetto dello sport, Monza             | Milano             | 2 - 3 | Padova             | 23-25, 25-14, 17-25, 25-22, 12-15 |
| 9ª Giornata Andata - 28 novembre 2021 PalaSanLazzaro, Padova                    | Padova             | 1 - 3 | Sir Safety Perugia | 22-25, 25-21, 22-25, 17-25        |
| 10ª Giornata Andata - 5 dicembre 2021 Palalido, Milano                          | Powervolley Milano | 3 - 1 | Padova             | 25-21, 25-21, 17-25, 26-24        |
| 11ª Giornata Andata - 8 dicembre 2021 PalaSanLazzaro, Padova                    | Padova             | 3 - 0 | Verona             | 25-21, 25-16, 25-21               |
| 12ª Giornata Andata - 11 dicembre 2021 PalaMaiata, Vibo Valentia                | Callipo            | 3 - 2 | Padova             | 25-22, 25-20, 19-25, 24-26, 15-10 |
| 13ª Giornata Andata - 18 dicembre 2021 PalaSanLazzaro, Padova                   | Padova             | 0 - 3 | Modena             | 22-25, 21-25, 18-25               |

#### Girone di ritorno
| 14ª Giornata - 26 dicembre 2021 PalaCivitanova, Civitanova Marche | Lube               | 3 - 0 | Padova             | 25-20, 25-17, 25-20               |
| 15ª Giornata - 30 dicembre 2021 PalaSanLazzaro, Padova            | Padova             | 3 - 2 | Top Volley Latina  | 25-17, 22-25, 17-25, 37-35, 15-11 |
| 16ª Giornata - 9 febbraio 2022 PalaDeAndré, Ravenna               | Porto Robur Costa  | 1 - 3 | Padova             | 21-25, 21-25, 25-23, 18-25        |
| 17ª Giornata - 22 febbraio 2022 PalaSanLazzaro, Padova            | Padova             | 1 - 3 | Trentino           | 25-27, 16-25, 25-20, 21-25        |
| 19ª Giornata - 30 gennaio 2022 PalaSanLazzaro, Padova             | Padova             | 2 - 3 | Prisma Taranto     | 21-25, 18-25, 25-21, 25-17, 12-15 |
| 20ª Giornata - 16 febbraio 2022 PalaBanca, Piacenza               | You Energy         | 3 - 0 | Padova             | 25-20, 25-17, 25-19               |
| 21ª Giornata - 12 febbraio 2022 PalaSanLazzaro, Padova            | Padova             | 0 - 3 | Milano             | 21-25, 17-25, 22-25               |
| 22ª Giornata - 20 febbraio 2022 PalaEvangelisti, Perugia          | Sir Safety Perugia | 3 - 1 | Padova             | 19-25, 25-22, 25-22, 25-13        |
| 23ª Giornata - 27 febbraio 2022 PalaSanLazzaro, Padova            | Padova             | 0 - 3 | Powervolley Milano | 18-25, 20-25, 22-25               |
| 24ª Giornata - 22 gennaio 2022 PalaOlimpia, Verona                | Verona             | 3 - 1 | Padova             | 22-25, 25-18, 25-20, 25-21        |
| 25ª Giornata - 13 marzo 2022 PalaSanLazzaro, Padova               | Padova             | 3 - 1 | Callipo            | 22-25, 25-22, 25-21, 25-22        |
| 26ª Giornata - 20 marzo 2022 PalaPanini, Modena                   | Modena             | 3 - 1 | Padova             | 33-31, 25-19, 23-25, 25-22        |

### Coppa Italia
| Quarti di finale - 19 gennaio 2022 PalaEvangelisti, Perugia | Sir Safety Perugia | 3 - 0 | Padova | 25-15, 25-23, 25-21 |

## Statistiche

### Statistiche di squadra
| Competizione | Punti | In casa | In casa | In casa | In trasferta | In trasferta | In trasferta | Totale | Totale | Totale |
| Competizione | Punti | G       | V       | P       | G            | V            | P            | G      | V      | P      |
| ------------ | ----- | ------- | ------- | ------- | ------------ | ------------ | ------------ | ------ | ------ | ------ |
| Superlega    | 24    | 12      | 5       | 7       | 12           | 4            | 8            | 24     | 9      | 15     |
| Coppa Italia | -     | 0       | 0       | 0       | 1            | 0            | 1            | 1      | 0      | 1      |
| Totale       | -     | 12      | 5       | 7       | 13           | 4            | 9            | 25     | 9      | 16     |

G = partite giocate; V = partite vinte; P = partite perse 

### Statistiche dei giocatori
| Giocatore     | Superlega | Superlega | Superlega | Superlega | Superlega | Coppa Italia | Coppa Italia | Coppa Italia | Coppa Italia | Coppa Italia | Totale | Totale | Totale | Totale | Totale |
| Giocatore     | P         | PT        | AV        | MV        | BV        | P            | PT           | AV           | MV           | BV           | P      | PT     | AV     | MV     | BV     |
| ------------- | --------- | --------- | --------- | --------- | --------- | ------------ | ------------ | ------------ | ------------ | ------------ | ------ | ------ | ------ | ------ | ------ |
| N. Bassanello | 17        | 0         | 0         | 0         | 0         | 0            | 0            | 0            | 0            | 0            | 17     | 0      | 0      | 0      | 0      |
| M. Bottolo    | 24        | 338       | 259       | 32        | 47        | 1            | 10           | 9            | 1            | 0            | 25     | 348    | 268    | 33     | 47     |
| A. Canella    | 19        | 71        | 53        | 8         | 10        | 1            | 0            | 0            | 0            | 0            | 20     | 71     | 53     | 8      | 10     |
| F. Crosato    | 8         | 15        | 15        | 0         | 0         | 1            | 2            | 1            | 0            | 1            | 9      | 17     | 16     | 0      | 1      |
| M. Gottardo   | 23        | 0         | 0         | 0         | 0         | 1            | 0            | 0            | 0            | 0            | 24     | 0      | 0      | 0      | 0      |
| T. Guzzo      | 1         | 0         | 0         | 0         | 0         | 0            | 0            | 0            | 0            | 0            | 1      | 0      | 0      | 0      | 0      |
| E. Loeppky    | 24        | 271       | 230       | 13        | 28        | 1            | 3            | 3            | 0            | 0            | 25     | 274    | 233    | 13     | 28     |
| G. Petrov     | 20        | 38        | 31        | 3         | 4         | 0            | 0            | 0            | 0            | 0            | 20     | 38     | 31     | 3      | 4      |
| A. Schiro     | 22        | 16        | 12        | 3         | 1         | 1            | 0            | 0            | 0            | 0            | 23     | 16     | 12     | 3      | 1      |
| R. Takahashi  | 12        | 3         | 2         | 0         | 1         | 1            | 3            | 3            | 0            | 0            | 13     | 6      | 5      | 0      | 1      |
| M. Vitelli    | 24        | 164       | 83        | 56        | 25        | 1            | 5            | 3            | 0            | 2            | 25     | 169    | 86     | 56     | 27     |
| M. Volpato    | 19        | 81        | 66        | 12        | 3         | 1            | 1            | 1            | 0            | 0            | 20     | 82     | 67     | 12     | 3      |
| L. Weber      | 24        | 414       | 335       | 28        | 51        | 1            | 11           | 10           | 1            | 0            | 25     | 425    | 345    | 29     | 51     |
| J. Zimmermann | 24        | 37        | 16        | 2         | 19        | 1            | 0            | 0            | 0            | 0            | 25     | 37     | 16     | 2      | 19     |
| F. Zoppellari | 23        | 3         | 0         | 1         | 2         | 1            | 0            | 0            | 0            | 0            | 24     | 3      | 0      | 1      | 2      |

P = presenze; PT = punti totali; AV = attacchi vincenti; MV = muri vincenti; BV = battute vincenti